# Gli Asolani
Gli Asolani (en français Les Azolains) est une œuvre littéraire italienne de la Renaissance, écrite entre 1497 et 1502 par le futur cardinal Pietro Bembo, dont elle constitue la première œuvre importante. Elle est dédiée à Lucrèce Borgia. Il a été écrit pour les noces d'une demoiselle d'honneur de la cour de Caterina Cornaro à Asolo.
Il s'agit de dialogues sur l'amour, regroupés en trois livres. Le titre est une allusion à Cicéron : il désigne des entretiens qui sont censés s'être déroulés à Asolo, à la cour de Catherine Cornaro. La première édition fut publiée en 1505 par Aldo Manuzio, la seconde, entièrement remaniée en 1530. Une traduction française, sous le titre « Les Azolains - De la nature de l'amour », a été publiée par l'humaniste Jean Martin en 1545 et rééditée en 1553, 1555, 1572. Au cours du XVIe siècle, on compte pas moins de 32 éditions italiennes, une espagnole et sept françaises des Gli Asolani, et cela montre bien l'influence que Bembo a pu avoir sur des auteurs tels que Ludovico Ariosto, Baldassare Castiglione, et Torquato Tasso.

## Structure et personnages
- Livre I - Perottino : L'amant malheureux, exprimant la négativité à travers une analyse psycho-physiologique. Jouant sur les mots amore (l'amour) et amaro (amer) il soutient que « l'amour est amer, que tout amour cause de l'amertume, et que toute amertume provient de l'amour. »
- Livre II - Gismondo : L'amant heureux qui réfute la thèse de Perottino et théorise la positivité.
- Livre III - Lavinello : Rejette les arguments précédents et soutient la théorie de la l'amour platonique, défini comme la contemplation de la beauté idéale présente dans les choses terrestres.
- Fin du Livre III - Lavinello parle d'un ermite, qui expose une doctrine de l'amour, inspirée de l'ascèse chrétienne, qui tend vers un Dieu transcendant, ce qui implique un mépris total pour la beauté terrestre et le désir exclusif de la contemplation du divin.

À ces développements fondamentaux s'ajoutent un cadre de dialogues et de descriptions qui ne se rattachent pas au thème de l'amour, mais qui représentent la vie de cour et la demeure de Catherine Cornaro. Sont également présentes diverses compositions poétiques, qui ne sont que partiellement liées à l'argument du texte.

## Place deGli Asolanidans l'œuvre de Pietro Bembo
Gli Asolani est la seconde œuvre publiée de Pietro Bembo après De Ætna (1495). Selon le critique Brian Richardson, « grâce à ses Asolani, Bembo fut reconnu comme l'un des deux grands écrivains italiens de prose mêlée à de la poésie vivants (l'autre étant Jacopo Sannazaro). »

## Édition contemporaine en français
- Pietro Bembo, Les Azolains (Gli Asolani), édition bilingue français-italien, trad. Marie-Françoise Piéjus, Préface de Mario Pozzi, 220 p., Éd. Les Belles Lettres, 2006  (ISBN 2-2517-3019-2)

## Sources
- (it) Cet article est partiellement ou en totalité issu de l’article de Wikipédia en italien intitulé « Gli Asolani » (voir la liste des auteurs).